# Argonauten-Orden
Der Argonauten-Orden war ein Ende des 18. Jahrhunderts in Braunschweig bestehender geselliger Zirkel in scherzhafter Nachahmung freimaurerischer Formen.

## Geschichte
Der Braunschweiger Hofrat und ehemalige Freimaurer Paul August Schrader (26. Mai 1726 – 30. April 1780) gründete im Jahre 1771 einen auch Frauen zugänglichen geselligen Orden. Namensgebend war die griechische Argonautensage um Jason und seine Begleiter, die sich auf ihrem Schiff Argo auf die Suche nach dem Goldenen Vlies begaben. Der Argonauten-Orden traf sich im nicht mehr existierenden „Wasserpalast“ auf der Insel im Kreuzteich in Riddagshausen vor den Toren Braunschweigs. Man befasste sich vorrangig mit Johann Gottfried Schnabels utopischem Roman „Die Insel Felsenburg“, auf den auch die Gestaltung des „Wasserpalastes“ Bezug nahm. Zu den 32 Mitgliedern der Vereinigung (darunter 8 Frauen) zählten Angehörige der Familie von Schleunitz oder die Schriftsteller Johann Anton Leisewitz und August Siegfried von Goué. Der Orden bestand nach Schraders Tod noch bis ungefähr 1789. In älterer Literatur wird manchmal Conrad Franz von Rhetz als Ordensstifter angegeben.

## Beschreibung nach Goué
In der Nähe des Wohnhauses des Ordensstifters lag der große Teich auf dessen Insel eine Art Tempel errichtet worden war. Um dorthin zu gelangen, wurden kleine Schiffe angefertigt. In dem Tempel wurde die Aufnahme neuer Mitglieder des Ordens durchgeführt. Aufgenommen wurden Personen aus der gehobenen Gesellschaft, wobei es auch Frauen gestattet war Eintritt zu begehren. Alle Mitglieder, die dorthin kamen, wurden durch den Großmeister, der hier „Großadmiral“ genannt wurde, kostenlos bewirtet. Auch die Aufnahme in den Orden erfolgte unentgeltlich. Es wurde reichlich Wein ausgeschenkt und dabei der Toast und Schiffsgruß „Es lebe die Freude!“ ausgesprochen.
Das Gebäude auf der Insel war einem antiken Tempel nachempfunden. In seinem Innern war er mit Gemälden dekoriert. Daneben gab es einige Schränke, in denen der Ordenszierrat verwahrt wurde. Die Ältesten, die die oberen Stufen des Ordens bildeten, wurden Steuermann und Schiffsprediger genannt, die übrigen wurden als gemeine Argonauten bezeichnet.
Das Zeichen des Ordens war ein silberner, grün emaillierter Anker. Dieses Ordenszeichen wurden dem „Notuma“ (Pseudonym des August Siegfried von Goué) von einem Fräulein von Schleunitz bei dessen Ausnahme ausgehändigt. Der Orden hatte es sich zur Aufgabe gemacht eine Bibliothek anzulegen, in der insbesondere ältere oder seltsame Bücher gesammelt wurden.